# Turbo (hund)
Turbo var en border collie som medverkade i TV-program, TV-serier och reklamfilmer under 1990-talet.
Turbo införskaffades av Kenth Haag som hade haft flera schäfrar och hade ett stort intresse för brukshundar. Han ville pröva en annan hundras och fastnade för border collie. Turbo importerades från Skottland i slutet av 1980-talet, och vann snabbt många priser i dressyr. Kenth Haag svarade på en efterlysning till reklamfilmning och började spela in reklamfilmer.
Hunden fick sitt genombrott i TV-serien Snoken som gick i omgångar mellan 1993–1997 där han var huvudpersonens och detektiven "Snokens" sällskapshund. I TV4:as satsning på söndagskvällar, Stora famnen, var Turbo med inslag tillsammans med Åse Åsenlund som bland annat gick ut på att hitta hem till herrelösa hundar. Turbo var bland annat med i musikvideon "Into The Night" med The Motorhomes, samt i filmen Härifrån till Kim.
Turbo dog 2002 av levercancer.